# Distretto di Daliao
Il distretto di Daliao (大寮區S, Dàliáo QūP) è un distretto della municipalità di Kaohsiung, situata a Taiwan.